# Embarcadero Kenny
Kenny fue una estación ferroviaria ubicada en el paraje homónimo, Provincia de Buenos Aires, Argentina. Pertenece al Ferrocarril General Urquiza de la red ferroviaria argentina.

## Servicios
Actualmente no circulan servicios de pasajeros ni cargas, la estación fue demolida en su totalidad en el cual solamente se encuentran los rieles casi enterrados por la tierra y la vegetación y lo poco que queda del andén. 

## Historia
La sección Lacroze - Rojas tuvo servicio de pasajeros, conocido popularmente como el "Federico", hasta noviembre de 1993[cita requerida]. El último servicio de cargas se registró en el año 1998[cita requerida]. Actualmente el ramal completo se encuentra sin tráfico y en estado de abandono.